# Legnicki
Legnicki là một huyện thuộc tỉnh Dolnośląskie của Ba Lan. Huyện có diện tích 744 km². Đến ngày 1 tháng 1 năm 2011, dân số của huyện là 53783 người và mật độ 72 người/km².